# Weihnachtsfrieden (Öffentlicher Dienst)
Weihnachtsfrieden ist die inoffizielle Bezeichnung eines Zeitraums über die Weihnachtsfeiertage und den Jahreswechsel, in dem die Behörden und Ämter des öffentlichen Dienstes in Deutschland keine belastenden Verwaltungsakte erlassen  und auf Vollstreckungsmaßnahmen verzichten. Die Entscheidung über diese Auszeit obliegt der jeweiligen Behörde. Am bekanntesten ist der Weihnachtsfrieden, den die Landesfinanzverwaltungen ausrufen. Recherchen des ZDF Magazin Royale zeigten auch, dass in den meisten Bundesländern während der Weihnachtsfeiertage, bzw. in einigen Bundesländern auch bis zum Neujahr keine Abschiebungen stattfinden. Ob der Weihnachtsfrieden gewährt wird und wie lange dieser anhält, entscheiden die Bundesländer selbst. Der Weihnachtsfrieden ist nicht gesetzlich geregelt.

## Belege
1. ↑  Jan Böhmermann et al.: Willkommen in der Willkommensbehörde. In: ZDF Mediathek. ZDF Magazin Royale / ZDF, 9. Dezember 2022, abgerufen am 24. Dezember 2022 (Inhalt ist barrierefrei abrufbar).
2. ↑  Bleranda Shabani: "ZDF Magazin Royale": Jan Böhmermann mit Skandal-Adventskalender über Ausländerbehörden. In: Watson. 10. Dezember 2022, abgerufen am 24. Dezember 2022.
3. ↑  Finanzämter wahren „Weihnachtsfrieden“. Bund der Steuerzahler Deutschland, 23. Dezember 2021, abgerufen am 5. Januar 2022.